# Liste der denkmalgeschützten Objekte in Ludesch
Die Liste der denkmalgeschützten Objekte in Ludesch enthält die 6 denkmalgeschützten, unbeweglichen Objekte der Gemeinde Ludesch im Bezirk Bludenz.

## Denkmäler
| Foto |                 | Denkmal                                                                             | Standort                               | Beschreibung | Metadaten |
| ---- | --------------- | ----------------------------------------------------------------------------------- | -------------------------------------- | --- | --- |
| ja   | Datei hochladen | Kath. Pfarrkirche hl. Sebastian mit Friedhof HERIS-ID: 74910 Objekt-ID: 88370       | Kirchstraße 0 Standort KG: Ludesch     | Die barocke Kirche wurde von 1637 bis 1639 mit der Unterstützung des Landvogtes Johann Rudolf von der Halden erbaut und 1640 zur Pfarrkirche erhoben. Der Turm erhielt 1808 eine Zwiebelhaube. Um 1883 wurde das Langhaus mit dem Baumeister Ignaz Wolff bzw. Wilhelm Klaus verlängert. Der vorgestellte Portikus zeigt am Scheitelstein die Bauinschrift „1641–1912“. | BDA-Hist.: Q29046914 Status: § 2a Stand der BDA-Liste: 2025-06-30 Name: Kath. Pfarrkirche hl. Sebastian mit Friedhof GstNr.: .122, 80 Pfarrkirche hl. Sebastian (Ludesch)      |
| ja   | Datei hochladen | ehem. Bauernhof, Sozialzentrum und Pflegeheim HERIS-ID: 74912 Objekt-ID: 88372      | Kirchstraße 10 Standort KG: Ludesch    | Der ehemalige Bauernhof aus der zweiten Hälfte des 18. Jahrhunderts ist heute an das neue Sozialzentrum angeschlossen. Erdgeschoß und Obergeschoß sind gemauert und verputzt, das Dachgeschoß als Holzkonstruktion mit Satteldach ausgeführt. Die Stuben haben schlichtes Stuckdekor, ein Kachelofen stammt aus dem frühen 19. Jahrhundert, eine holzgetäfelte Stube aus dem 17./18. Jahrhundert. Außerdem gibt es steingewölbte Kellerräume. | BDA-Hist.: Q38137401 Status: Bescheid Stand der BDA-Liste: 2025-06-30 Name: ehem. Bauernhof, Sozialzentrum und Pflegeheim GstNr.: 75/2 Kirchstraße 10 (Ludesch)                |
| ja   | Datei hochladen | Kapelle Mariahilf HERIS-ID: 74917 Objekt-ID: 88377                                  | Ludescherberg Standort KG: Ludesch     | Die rechteckige Kapelle mit Dachreiter über dem Chor wurde im Jahr 1840 erbaut. Das Bild der Maria mit Kind am neuromanischen Altar ist mit 1878 bezeichnet. | BDA-Hist.: Q38137425 Status: § 2a Stand der BDA-Liste: 2025-06-30 Name: Kapelle Mariahilf GstNr.: .174 Mariahilfkapelle (Ludesch)                                              |
| ja   | Datei hochladen | Doppelwohnhaus HERIS-ID: 74918 Objekt-ID: 88378                                     | Ludescherberg 3 Standort KG: Ludesch   | Das Wohngebäude des Paarhofs ist ein Blockbau mit gemauertem Feuerhaus und wird auf das 17. Jahrhundert datiert. | BDA-Hist.: Q38137435 Status: Bescheid Stand der BDA-Liste: 2025-06-30 Name: Doppelwohnhaus GstNr.: .169/1, .170 Ludescherberg 2/3                                              |
| ja   | Datei hochladen | Alte Pfarrkirche hl. Martin mit ehem. Kirchhof HERIS-ID: 74923 Objekt-ID: 88383     | St. Martinsweg 44 Standort KG: Ludesch | Die nach Norden orientierte, weitgehend spätgotische Kirche steht auf einer Anhöhe am Ostrand des Ortes. An das vierjochige Langhaus schließt im Norden der höhere eingezogene Chor an. Im Süden steht der mächtige zweigeschoßige Turm mit einem schlanken Giebelspitzhelm, der im Jahr 1615 errichtet wurde. Die Wandmalereien innen an der rechten Langhauswand stammen vom Ende des 15. Jahrhunderts, die Fresken im Langhausgewölbe aus den Jahren 1620 bis 1629. Der gotisierende Flügelschreinaufbau des Hochaltars stammt aus dem Jahr 1629. Der gotische Aufbau am linken Seitenaltar ist mit 1488, jener am rechten Seitenaltar mit 1487 bezeichnet. | BDA-Hist.: Q38137458 Status: § 2a Stand der BDA-Liste: 2025-06-30 Name: Alte Pfarrkirche hl. Martin mit ehem. Kirchhof GstNr.: .163, 320 Alte Pfarrkirche hl. Martin (Ludesch) |
| BW   | Datei hochladen | Prähistorische Höhensiedlung Rappenkopf HERIS-ID: 112494 Objekt-ID: 130689seit 2016 | Standort KG: Ludesch                   | Auf der Grenze zwischen den Gemeinden Ludesch und Nüziders wurden Spuren einer ausgedehnten bronzezeitlichen Besiedlung dokumentiert. Anmerkung: Gemeindeübergreifendes Objekt, auch in Nüziders | BDA-Hist.: Q37831290 Status: Bescheid Stand der BDA-Liste: 2025-06-30 Name: Prähistorische Höhensiedlung Rappenkopf GstNr.: 1830/1, 3022/1                                     |